# Renzo Machado
Pour les articles homonymes, voir Machado.
Renzo Machado, né le 21 septembre 2005 à Rocha en Uruguay, est un footballeur uruguayen qui évolue au poste d'avant-centre au Liverpool Fútbol Club.

## Biographie

### En club
Né à Rocha en Uruguay, Renzo Machado est formé par l'un des clubs de la capitale uruguayenne, le Liverpool Fútbol Club. Il commence sa carrière professionnelle en jouant son premier match lors de la finale de la Supercoupe d'Uruguay contre le Club Nacional, le 30 janvier 2023. Ce jour-là il est titulaire et se fait remarquer en marquant également son premier but, participant à la victoire de son équipe sur le score de quatre buts à deux, après prolongation. Il remporte ainsi le premier titre de sa carrière. 
Il joue son premier match de championnat le 6 février suivant, face à cette même équipe du Club Nacional. Il entre de nouveau en jeu mais cette fois son équipe est battue par deux buts à un,.

### En sélection
Renzo Machado représente notamment l'équipe d'Uruguay des moins de 20 ans, jouant son premier match contre la Russie le 21 mars 2024. Titulaire et capitaine ce jour-là, il voit son équipe s'incliner par un but à zéro,.